# スリーアミーゴス (踊る大捜査線)
スリーアミーゴスは1997年1月 - 3月にフジテレビ系で放送された日本の刑事ドラマ『踊る大捜査線』の登場人物である、神田総一朗署長、秋山晴海副署長、袴田健吾刑事課長ら3人の総称。ここではこの3人についても記述する。

## 概要
作品内におけるコミックリリーフ。自らの保身や個人的なささやかな幸せのため、緊迫した状況でも現実を理解せず緊張感の無いとぼけた行動をし、警察キャリア官僚に対しては絶対的に腰が低く、平常時においては部下たちをこき使いこき下ろし、時には職業倫理をも踏み倒す、といった戯画的なキャラクターで表現されている。
しかし、普段は無理難題を押し付けている部下に対してもそれなりに感謝の思いがあり、自分の部下たちに危険が迫ったりまた部下が侮辱されれば激怒するなど上司としての人情味も人一倍あり、いざという時はやるところも見せるため、憎まれるような事は無く、むしろ権力への志向や一心に保身に向かう、その「弱さ」が一種の人間的魅力を醸し出している。
当初、「スリーアミーゴス」という設定は存在しなかったが、真下正義を演じるユースケ・サンタマリアが言い出したことをきっかけに、公式に設定された。名前は映画『サボテン・ブラザース』に由来する。本人たちは「おかげで3人でしか登場しなくなったよ」と嘆いている。例えば、TVシリーズ第1話では清水宏演じる下出警務課長を含めた4人で捜査本部の戒名を決める相談を行っている。また、同話の捜査会議のシーンに署長の姿は無い。
テレビシリーズ第3話の留置場のシーンなどの初期には、小林すすむが演じている刑事課盗犯係係長の中西修を加えた4人で行動していることもあったが、中西を演じている小林すすむが芸能人水泳大会で足を怪我してしまい、急遽台本を変更して座ったままか棒立ち状態で演技するシーンばかりになってしまったため、現在の3人組の組み合わせが固定化したという。
スリーアミーゴスのうち神田署長、秋山副署長の2人は当初下の名前は未設定であった。この「下の名前が設定されていない」という点については、君塚良一がスピンオフドラマ「警護官 内田晋三」の製作会議において、主役の内田晋三も当初は下の名前の設定が無かったことを交え、「下の名前を付けていないということは、自分としては、それほど重要ではない、1回だけの出演のつもりの役だったということだと思う。」と発言している。なお、神田署長に関しては、下の名前を視聴者に募集したところ「薫」という名前が候補に挙がったが、「神田 薫」では語呂が悪いため取り止められた。ちなみに、「薫」の名は甲本雅裕演じる緒方巡査部長に回されている。対して、同じく下の名前がない秋山に関しては、単純に忘れていたという理由により募集を掛けられることもなかった。その後、2010年6月25日に開催された「集う大捜査線 in 大阪」に於いて秋山副署長に「晴海（はるみ）」、同年6月26日に開催された「集う大捜査線 in 名古屋」で神田署長に「総一朗（そういちろう）」とTVシリーズから実に13年目にして名前が付いた。
映画版第1作・第2作・第3作公開直前にはスリーアミーゴスを主役にした『深夜も踊る大捜査線』というミニドラマ兼映画宣伝番組が制作され、深夜番組として放映された（とくに「2」ではマスコットの湾岸くん製作秘話もみられる）。この他にも第3作公開時にはドコモ動画にてミニドラマ『スリーアミーゴス THE MOBILE』が全5回配信された。
『容疑者 室井慎次』にも3人セットで登場し、真下正義と柏木雪乃の結婚式の招待状を東京拘置所に拘留中の室井慎次警視正に届けている。
映画版第2作封切り直後の2003年8月15日〜17日には、イベント「お台場冒険王」の一環として、スリーアミーゴスを主役にした舞台版『舞台も踊る大捜査線 ザッツ!! スリーアミーゴス』が計5回公演で上演され、映画と同じく東芝が特別協賛（冠スポンサー）している。
なお、スリーアミーゴスは『スター・ウォーズ・シリーズ』のR2-D2などをイメージしてつくったとされる。

## 踊る大捜査線シリーズ以外の出演
- 森田一義アワー 笑っていいとも!
  - 1998年10月 - 12月、秋のSPドラマならびに映画第1作公開時に度々（主に水曜日に）出演（同年12月23日放送のクリスマスイブ特大号にもゲスト出演）。
  - 2010年8月3日放送分と2012年9月5日放送分のテレフォンショッキングに3人そろって出演。紹介したお友達（次回のゲスト）は、共演経験は無いはずの内田晋三役の高橋克実であった[注釈 3]。
- スリーアミーゴスの踊るワールドカップバレー
  - 2003年ワールドカップバレーボールの事前番組。3人がナビゲーターとして出演。2003年10月14日〜11月11日、毎週火曜日の19:54 - 20:00(JST)に放送。全5回。
- ザ・ジャッジ! 〜得する法律ファイル（2004年2月27日放送分）
  - パネラーゲストの過去のトラブルをジャッジする『有名人(秘)事件簿』のコーナーでゲストの北村を、VTRで登場した小野・斉藤が訴えるという形で出演。映画第2作の紹介もあった。また、この回は新城賢太郎役の筧利夫もパネラーゲストで出演した。
- 踊る大警察24時〜汗と涙の新人刑事物語〜（2005年12月6日放送）
  - ストーリーテラーとして登場。3人がVTRの合間やCM前などに挿入される寸劇で出演している。
- ボクらの時代（2012年9月9日放送）

### CM
- 東芝
  - 映画版第2作封切り前後には映画の協賛企業である東芝のDVDレコーダー・携帯電話・ダイナブックのCMに、3人の役柄のまま映画の内容にリンクする形で出演。
- スズキ
  - 自動車のCM。
- アメリカンファミリー生命保険会社
  - CM出演当時の合計年齢が197歳ということで、「トリオ197」というユニット名がつけられた。かつては室井慎次役の柳葉敏郎も同社のCMに出演していた。
- 日産自動車
  - 電気自動車「リーフ」プロモーションの一環として、2012年8月18日 - [3]期間限定「日産×踊る大捜査線」オリジナルTVCM[4]に出演する。
- 映画『グッドモーニングショー』（2016年）
  - 2016年9月30日のフジテレビ「金曜プレミアム」枠内で放送[5]。劇中では、3人とも警察官を完全に引退した設定になっている。

### フィクション作品
踊る大捜査線シリーズの設定そのままに登場することが多い。
- 『意地悪ばあさんリターンズ 伝説のばあさんVS湾岸署スリーアミーゴス意地悪バトル』（1999年10月5日放送）
  - 青島幸男主演。
- 『こちら葛飾区亀有公園前派出所』（秋本治原作：2003年8月10日放送分）
  - 『THE MOVIE2』のプロモーションの一環として、フジテレビ系列で放送されていたアニメにもそのままの役（湾岸署から亀有公園前派出所を視察に来たという設定）で声優として出演した。

## メンバー
役職・階級は、『THE FINAL』終了時点のものであるが、前述の『グッドモーニングショー』CMで描かれていたように、2016年時点では3人とも警察官を完全に引退した模様。

### 神田 総一朗（かんだ そういちろう）
演：北村総一朗
警視庁湾岸警察署署長・警視正 → 定年退官→警視庁湾岸警察署・指導員（東京都再雇用職員制度）。
昭和14年9月25日生まれ。O型。
本籍・高知県（北村本人も高知県出身である）。自宅は港区台場の署長官舎。
最終学歴・法政大学文学部卒業。
特技・締め、音頭
青島を湾岸署に呼び寄せた張本人である。「警察の仕事はミスのない捜査とスキのない接待」がモットーで、その主な仕事も湾岸署にやってくるお偉方の接待である。隣接する勝どき署の署長とは同期のライバル関係にあり、お互いを過剰なまでに意識し、将来的には警視庁の筆頭警察署である丸の内署の署長を狙っていた。前警視庁捜査第1課長の島津とは、警察学校以来の叩き上げの同期（島津は最終的にノンキャリアの最高峰である生活安全部長（警視長）にまで登り詰めたが神田は退官まで湾岸署長だった）。「THE MOVIE」での領収書の窃盗事件（警察にかかる経費が多すぎるがため）では窃盗容疑ですみれに「逮捕」され取調べを受け、「THE MOVIE 2」では管内の給食業者を引き立てる替わりに、暗に賄賂を要求している描写がある。また同署内の女性警察官との親密な交流が発覚したり、歳末特別警戒スペシャルでは湾岸署が占拠された際、犯人である鏡恭一（稲垣吾郎）に「偉い順に殺してやる。一番偉い奴は誰だ!?」と凄まれ人質の袴田が神田を指差した際に「何だい、署長?課長の神田でございます」と言って袴田を裏切るなど、不埒に見える行動も目立つが、神田自身は憎めないキャラクターでダークな印象を抱れない奇特な人物である。しかしながら、ノンキャリアでありながら警視正にまで登りつめているため、無能な人物ではないことは間違いない。「THE MOVIE 3」で湾岸署長を真下に譲り、警視庁を退職。しばらくは悠々自適な隠居生活を送っていたが、「THE LAST TV」で久々に湾岸署を訪れた際、現・湾岸署トップ3（真下、袴田、魚住）に対抗意識が芽生え、中西を唆して秋山と共にかつて部下であった和久平八郎が務めていた湾岸署の指導員に就任、袴田をグループに引き戻して院政を目論んでいるが和久とは違い特に何もしていない。
普段は警察官僚に対してものすごく腰が低いが、最終回でのシーンでは現場軽視の態度をとる本庁幹部に対して「出来損ないでもねぇ、命張ってんだい!!」と啖呵を切り、自分、秋山、袴田の3人の辞表を差し出してまで現場の刑事達を守るという気概も見せる。彼もまた現場の警察官で、ごく稀とはいえ真剣に語り、「深夜も踊る大捜査線3」では「我々が青島を守らなかったら誰が守るんだ」との発言もみられる。上述の不倫は本庁上層部に認知されて減俸処分が下される、自業自得ともいえる憂き目をみる。映画版での不祥事では緒方と真下に「（取調室に）行きなさい」と言われたが、「THE MOVIE 3」では日向真奈美の説得に向かう青島に対して「行きなさい（生きなさい）」と言っている。その後、本庁幹部に「私の仲間のすることに邪魔をするな!!」と啖呵を切ったが、押しのけられた際に奇遇にも前2作と同様に、今度は秋山と袴田に引きずり出されるような形になっている。この役が縁で、北村は2008年4月に実際に誕生した東京湾岸警察署の一日署長を務めている。当初は秋山副署長とともに名前は未設定であったが、2010年6月26日に開催された「集う大捜査線 in 名古屋」に於いて、TVシリーズから実に13年目にして演者である北村の名である「総一朗（そういちろう）」という下の役名がついた。15年以上警視正を務める。なお「THE MOVIE 2」の時点で既に一般的な警察官の定年年齢である60歳を超えている。

### 秋山 晴海 （あきやま はるみ）
演：斉藤暁
警視庁湾岸警察署副署長・警視 →警視庁湾岸警察署・指導員(東京都再雇用職員制度)。
昭和24年10月28日生まれ。A型。
本籍・福島県（斉藤本人も福島県出身である）。自宅は千葉県四街道市。
最終学歴・東海大学教育学部卒業（実際は東海大学に教育学部はなく、現実において教養学部がこれに相当する）。
特技・トランペット（斉藤本人もトランペットが特技）、剣道、合いの手
常に神田署長と行動を共にしており、署長や本庁の捜査官の顔色を伺う。「THE MOVIE」でも、「領収書窃盗事件」は神田に責任があるが、実際に盗み、破り捨てていたのは秋山であり、共犯とも言える立場なのだが、彼は神田のように咎められることはなかった。時折奇声とも言えるような笑い方をする。ちゃっかりしており、神田を裏切る事も多々あり。
THE MOVIE2で神田署長が婦警とのただならぬ関係にて本庁の監察官聴取を受け査問委員会に行っている間は、次期湾岸警察署長の椅子を狙い、署内の噂にて真下第一方面本部長から直属の部下になるという噂には、第一方面本部副本部長になったらという妄想を抱く。
TVシリーズ撮影中、斉藤は『電磁戦隊メガレンジャー』とレギュラー出演の掛け持ちになっていたため、スリーアミーゴスの中で秋山だけ登場していないカットが一部に見られる。
当初は神田署長とともに下の名前は未設定であったが、2010年6月25日に開催された「集う大捜査線 in 大阪」に於いて、TVシリーズから実に13年目にして「晴海（はるみ）」という下の役名がついた。
役柄上では、袴田刑事課課長の1学年上であるが、演者である斉藤は、袴田課長の演者である小野より11歳下である。
15年以上警視を務める。

### 袴田 健吾 （はかまだ けんご）
演：小野武彦
警視庁湾岸警察署刑事課課長・警部 → 警視庁湾岸警察署副署長・警視
昭和25年8月1日生まれ。O型。
本籍・東京都（小野本人も東京都出身である）。自宅は埼玉県さいたま市。
最終学歴・東京都立港工業高等学校卒業。
特技・仕切り、接待、バドミントン
青島の直属の上司で、刑事課の問題児・青島と娘の進学が悩みの種。神田署長や秋山副署長とは違い現実的で剛直な面を持つ。典型的な中間管理職で様々な板挟みに遭い喘いでいるが、室井が率いる捜査本部のミスから署内で青島が刺された際、あくまでも事務的な対応をした室井に「私の部下の命を何だと思ってるんだ！」と啖呵を切るなど、時には部下想いな熱い一面も見せる。
自らも現場に行くこともあり、「THE MOVIE」では青島.真下.魚住.雪乃と共に喫茶店での囮捜査に立ち会い、「THE MOVIE2」では沖田解任後、室井が本部長に就いた後、事務職員の「空き地じゃなく隠れられる倉庫がある」という情報をもとに真下を引き連れて向かい、雪乃を保護すると共に犯人逮捕に貢献した。
「THE LAST TV」では神田や秋山の目論む院政に反発していたが、定年まで近いという年齢的事情から神田の「いい天下り先を紹介する」というエサにつられて、現職署長の真下から"ただの嘱託職員"である神田の下に鞍替えした。
袴田課長は神田署長、秋山副署長とは違い、テレビシリーズから『健吾』と言う名前があった。
役柄上では、秋山副署長の1学年下であるが、演者である小野は、秋山副署長の演者である斉藤より11歳上である。当初は秋山副署長より年上という設定だった。13年以上警部を務めたのち定年退官した秋山副署長の後任として湾岸署の副署長に就任。同時に警視に昇任する。

## 現実の警察制度との違い
一般的に警察官は階級が高くなるほど人事異動の間隔が短くなり、また地域の有力者などとの癒着などの懸念から同じ警察署の幹部を十年以上にわたって勤めることは不可能である。特に神田署長は劇中だけでもカラ出張、経費での私物購入、賄賂、婦警との不倫による監察官聴取など本来なら刑事告訴、懲戒免職にも該当する悪事を働いているにもかかわらず定年退官まで勤められたことは奇跡ともいえる。
また、常に幹部三人で行動していたために、現実の警察署でもこの三役が「幹部の偉い順」と勘違いしている視聴者もいるが、署長、副署長の次に来るのは警務課長であり刑事課長ではない。
また、2008年3月31日の開署式と同時に第一方面本部所属で東京湾岸警察署が設置されており、最も広い管轄区域を持つが、署長は署員約250人体制の中規模署となるため、警視の任官を受けた警察官が署長を務めている。

## 参考資料
人物設定などを収録した公式出版物
- 踊る大捜査線 湾岸警察署事件簿 （キネマ旬報社キネ旬ムック 1998年10月31日）ISBN 4-87376-505-6
- 踊る大捜査線THE MOVIE シナリオガイドブック（キネマ旬報社キネ旬ムック 1999年4月17日）ISBN 4873765129
- 踊る大捜査線THE MOVIE 2レインボーブリッジを封鎖せよ!シナリオガイドブック（キネマ旬報社キネ旬ムック 2003年9月16日）ISBN 4873766028
- 踊る大捜査線研究ファイル（フジテレビ出版〈扶桑社文庫〉、2003年5月30日） ISBN 4594039898
- 踊る大捜査線THE MOVIE 2レインボーブリッジを封鎖せよ! 完全調書 お台場連続多発事件特別捜査本部報告書 （角川書店 2003年7月） ISBN 4-04-853645-1